# Art Napoleon
Art Napoleon (New York, 1º giugno 1920 – Londra, 12 dicembre 2003) è stato un regista, sceneggiatore e produttore cinematografico statunitense.

## Filmografia

### Regista
- Cacciatori di squali (The Sharkfighters) (1956)
- Man on the Prowl (1957)
- Furia d'amare (Too Much, Too Soon) (1958)
- Ride the Wild Surf (1964)
- The Activist (1969)[1]

### Televisione
- Avventure in elicottero (Whirlybirds) (1957-1960)